# Cymothoe colmanti
Cymothoe colmanti là một loài bướm thuộc họ Nymphalidae. Loài này phân bố ở vùng phía bắc của Cộng hòa Dân chủ Congo và Cộng hòa Trung Phi.